# KkStB 34 sorozat
A kkStB 34 sorozat egy tehervonati szerkocsisgőzmozdony-sorozat volt a Császári és Királyi Osztrák Államvasutaknál (k. k.  Staatsbahnen, kkStB), mely mozdonyok eredetileg a Kronprinz Rudolf-Bahn (KRB)–tól származtak.
A KRB 1868 és 1873 között szerezte be ezeket a három csatolt kerékpárú mozdonyokat a Sigl bécsi gyárától, a Bécsújhelyi Mozdonygyártól, a Maffei müncheni gyárától és a Mödlingi Mozdonygyártól. A mödligeni gyárnak ezek voltak az első mozdonyai. Mivel a terep dombos volt, ennek a sorozatnak a mozdonyai különböztek az Erzsébet császárné Vasút (Kaiserin Elisabeth Bahn, KEB) mozdonyaitól kisebb kerekükkel és eltérő kazánméreteikkel.
Az államosítás után a mozdonyok a kkStB 34 sorozatba kerültek.
A 34.29  pályaszámú mozdonyt 1901-ben átépítették C1 n2t jellegűvé és a 65.01 pályaszámot kapta meg.
Az első világháború után 18 mozdony az Osztrák Szövetségi Vasutakhoz (Österreiche Bundesbahnen, BBÖ), néhány az Olasz Államvasutakhoz (FS) az FS 194 sorozatba, néhány pedig anélkül, hogy besorolták volna őket a Csehszlovák Államvasutakhoz (ČSD), a Jugoszláv Államvasutakhoz (JDŽ) és a Lengyel Államvasutakhoz (PKP) került. A BBÖ a sorozatba tartozó mozdonyait 1929-ig selejtezte.
| KRB III 2–74, 98–108 kkStB 34 sorozat BBÖ 34 sorozat FS 194 sorozat | KRB III 2–74, 98–108 kkStB 34 sorozat BBÖ 34 sorozat FS 194 sorozat | KRB III 2–74, 98–108 kkStB 34 sorozat BBÖ 34 sorozat FS 194 sorozat |
| Műszaki adatok                                                      | Műszaki adatok                                                      | Műszaki adatok                                                      |
| ------------------------------------------------------------------- | ------------------------------------------------------------------- | ------------------------------------------------------------------- |
| Üres tömeg :                                                        | 31,4 t                                                              | 31,4 t                                                              |
| Tapadási tömeg :                                                    | 35,0 t                                                              | 35,0 t                                                              |
| Szolgálati tömeg :                                                  | 35,0 t                                                              | 35,0 t                                                              |
| Hajtókerék-átmérő :                                                 | 1175–1180 mm                                                        | 1175–1180 mm                                                        |
| Csatolt kerekek tengelytávolsága:                                   | 3160 mm                                                             | 3160 mm                                                             |
| Össztengelytávolság :                                               | 3160 mm                                                             | 3160 mm                                                             |
| Tűzcsövek száma :                                                   | 156                                                                 | 167                                                                 |
| Csőfűtőfelület :                                                    | 103,0 m²                                                            | 110,5 m²                                                            |
| Sugárzó fűtőfelület:                                                | 8,0 m²                                                              | 7,9 m²                                                              |
| Rostélyfelület :                                                    | 1,78 m²                                                             | 1,63 m²                                                             |
| Gőznyomás:                                                          | 9 at                                                                | 10 at                                                               |
| Hengerek száma :                                                    | 2                                                                   | 2                                                                   |
| Hengerátmérő :                                                      | 435 mm                                                              | 435 mm                                                              |
| Dugattyúlöket :                                                     | 632 mm                                                              | 632 mm                                                              |
| Szerkocsi típusa :                                                  | 13, 34, 35, 40                                                      | 13, 34, 35, 40                                                      |
| Legnagyobb sebesség :                                               | 45 km/h                                                             | 45 km/h                                                             |

## Fordítás
- Ez a szócikk részben vagy egészben  a   kkStB 34 című német Wikipédia-szócikk fordításán alapul.  Az eredeti cikk szerkesztőit annak laptörténete sorolja fel. Ez a jelzés csupán a megfogalmazás eredetét és a szerzői jogokat jelzi, nem szolgál a cikkben szereplő információk forrásmegjelöléseként. Az eredeti szócikk forrásai az eredeti szócikknél megtalálhatóak.